# Reseprogram
Ett reseprogram eller resemagasin kallas ett livsstilsprogram i TV som handlar om olika resmål, och praktiska saker som dyker upp inför resor, till exempel resans pris.

## Några reseprogram
- När & fjärran (tidigare Reslust)
- Packat och klart